# Wangerooge
Wangerooge (frisó Wangereach) és un municipi i una de les Illes Frisones que forma part del districte de Friesland, a l'estat alemany de Baixa Saxònia. És la més oriental i petita de les illes habitades d'aquest grup (d'acord amb algunes altres mesures, Baltrum és la més petita) i l'única que pertanyia a l'històric districte d'Oldenburg entre 1815 i 1947, mentre que Borkum, Juist, Norderney, Baltrum, Langeoog i Spiekeroog sempre varen pertànyer al comtat de Frísia. Fins al 1930 s'hi va parlar una varietat de frisó oriental.

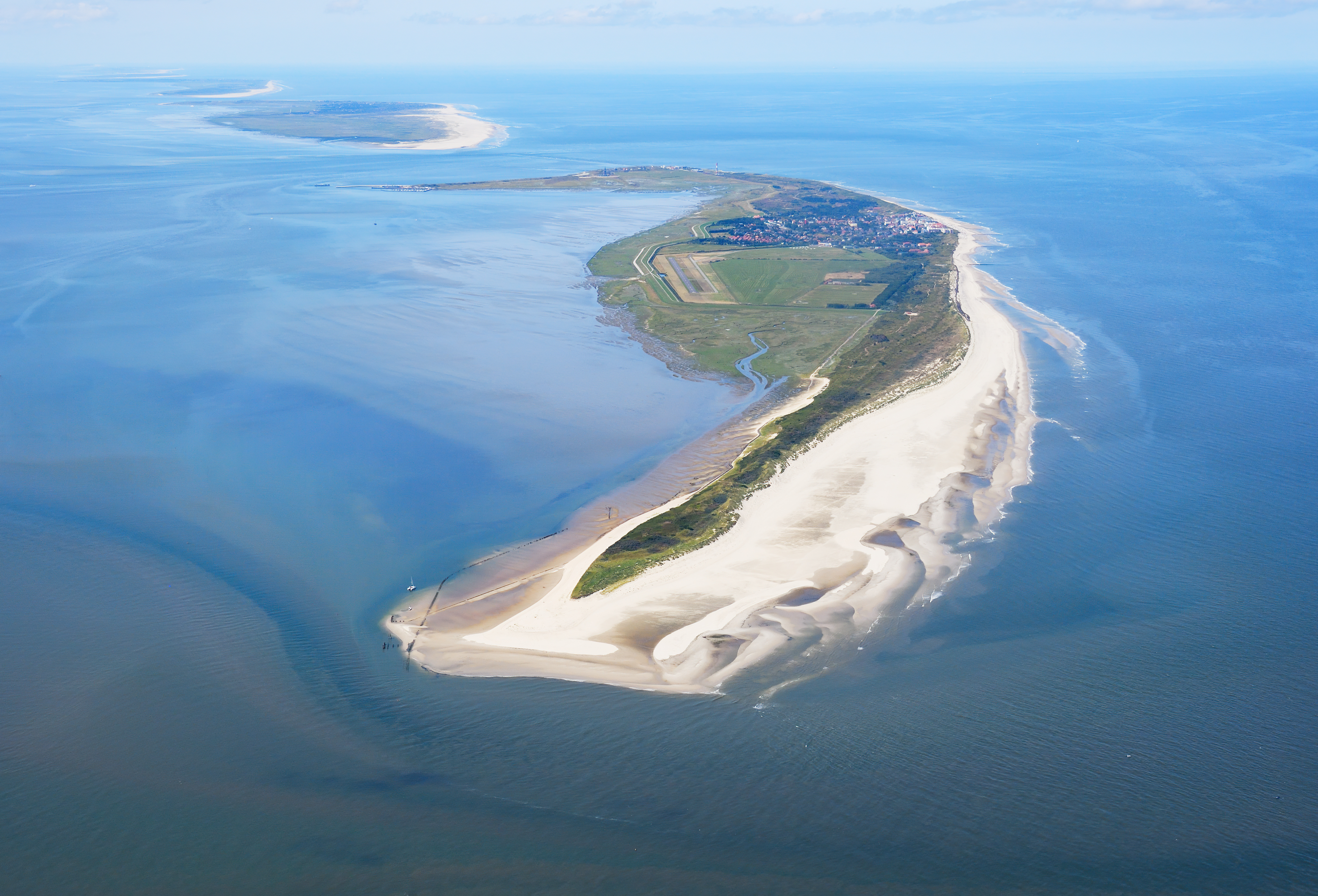
Wangerooge
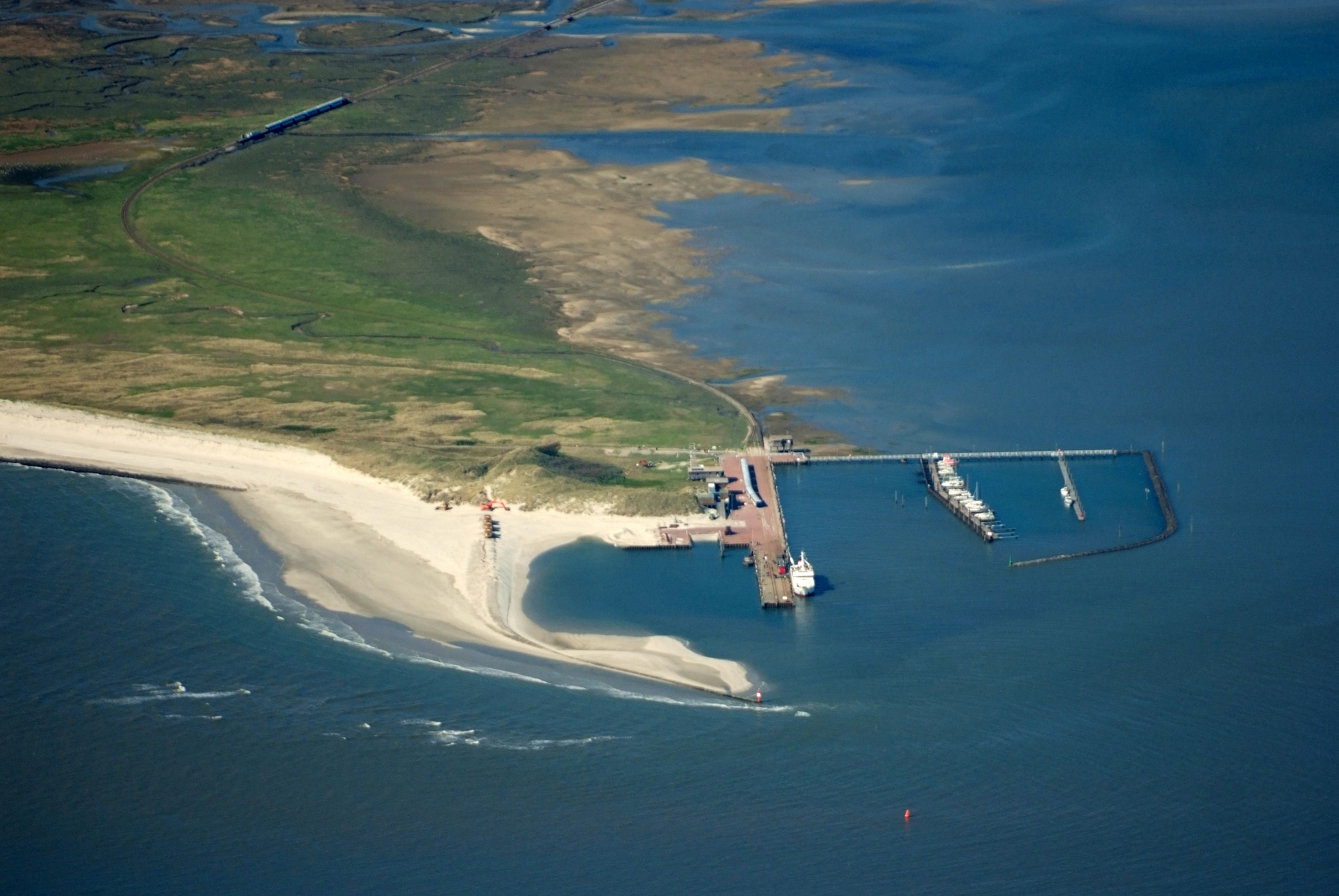
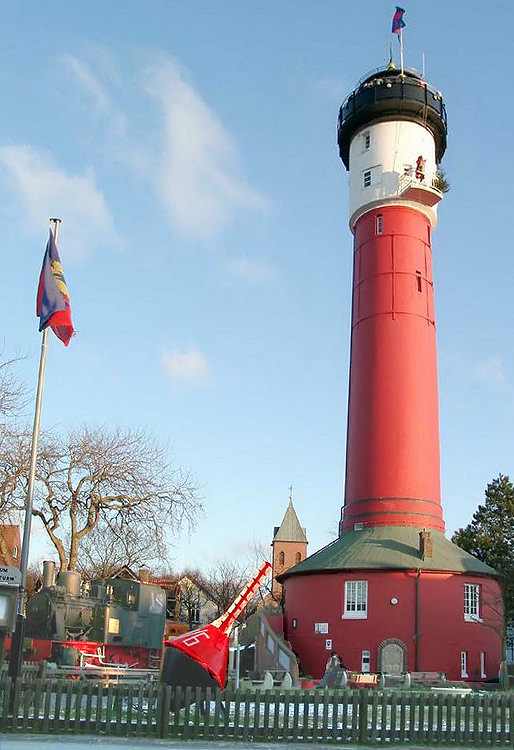
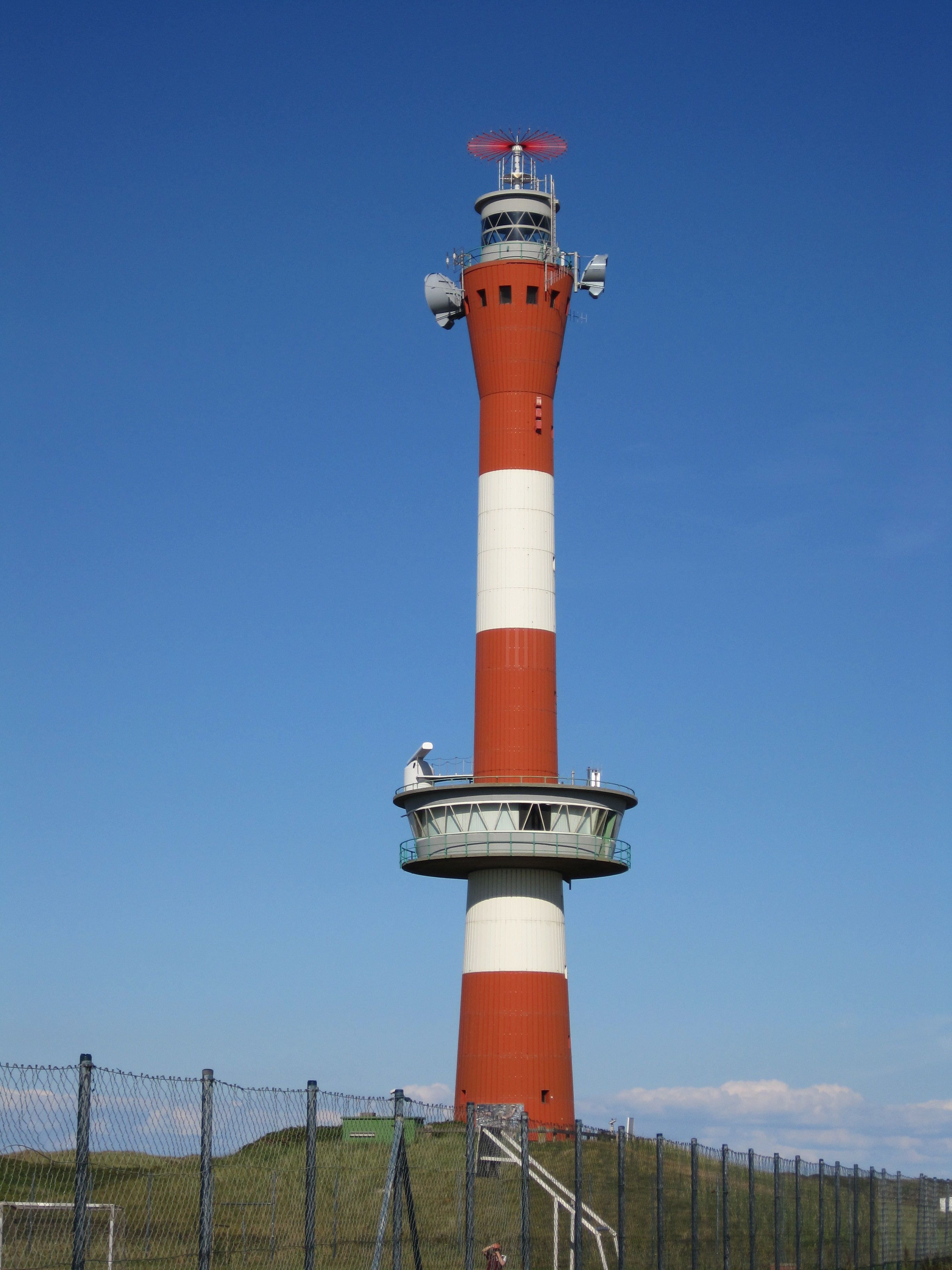
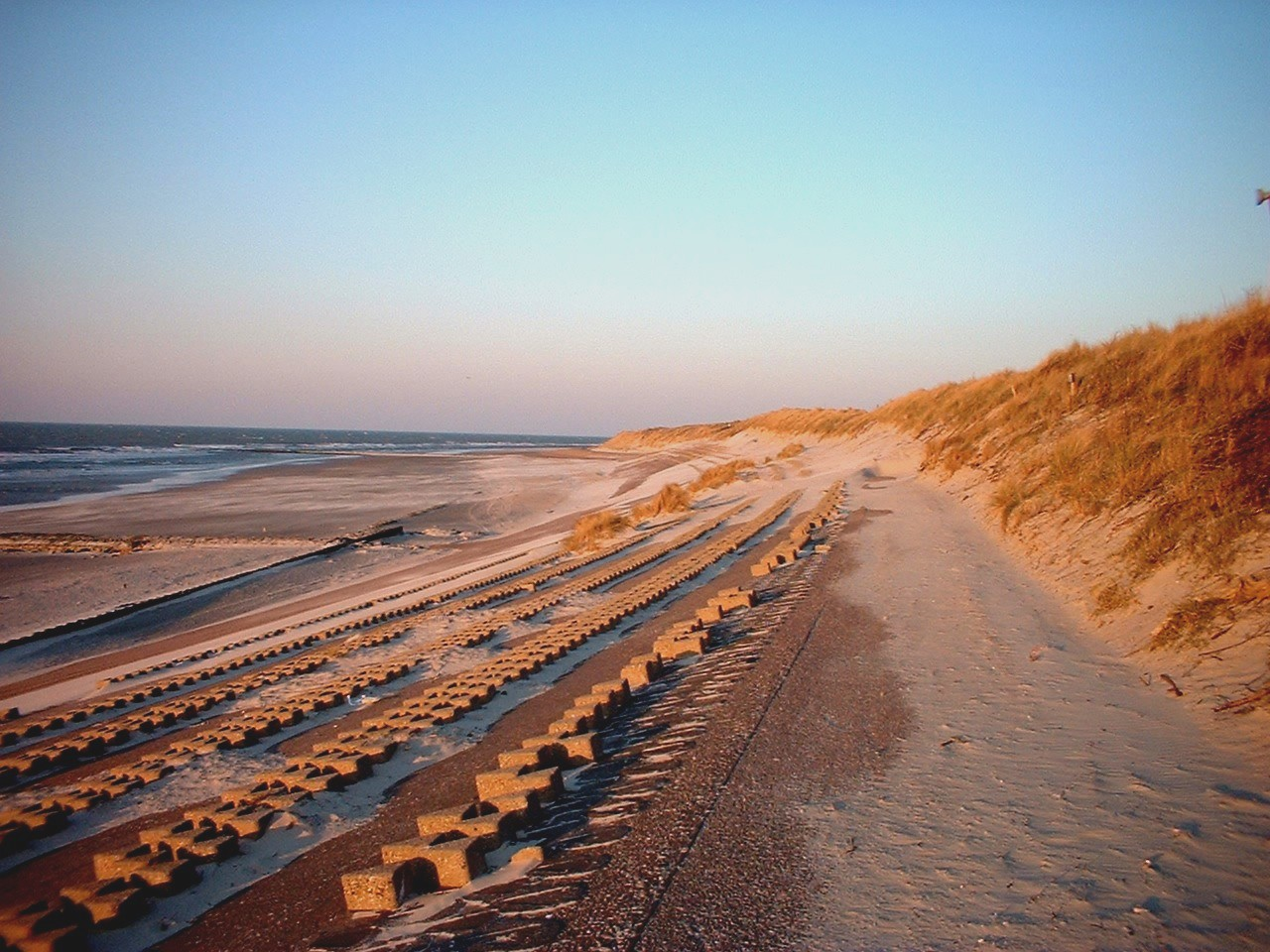
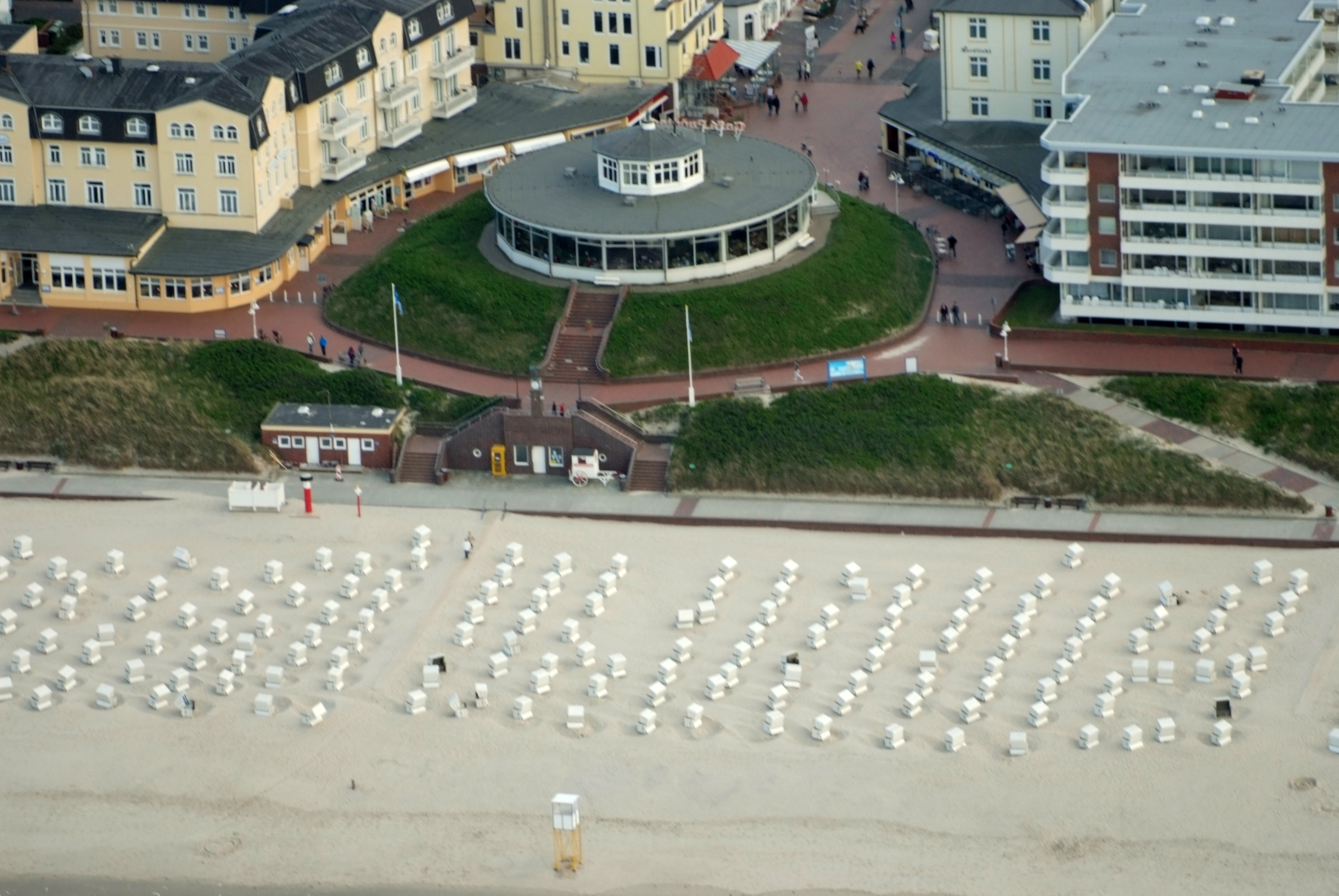
Café Pudding

## Curiositats
Per tal de garantir el sosteniment de la zona, els cotxes estan prohibits a l'illa. S'hi pot arribar per vaixell des de Harlesiel o per avió des de Harlesiel, Bremen o Hamburg. Els ferris surten a diferents hores cada dia segons la marea. Com en la majoria de les illes de Frísia Oriental, una petita línia de ferrocarril de via estreta, el Tren de l'Illa Wangerooge, connecta el port al llogaret principal.
Pel que fa als llocs històrics i d'interès, l'illa té un far actiu, un antic far, i la torre occidental. La torre occidental va ser construïda el 1597 i originalment era a l'est de l'illa.

## Ajuntament
| Partit                      | 10 de set. 2006 | 10 de set. 2006 | 10 de set. 2006 | 9 de set. 2001 | 9 de set. 2001 | 9 de set. 2001 |
| CDU                         | 27,4%           | 696             | 3 regidors      | 32,1%          | –              | 3 regidors     |
| SPD                         | 26,5%           | 674             | 3 regidors      | 51,6%          | –              | 6 regidors     |
| Grüne                       | 13,3%           | 337             | 1 regidor       | –              | –              | –              |
| BfW (Bürger für Wangerooge) | 32,8%           | 833             | 3 regidor       | 16,4%          | –              | 1 regidor      |
| Participació                | 75,0%           | 75,0%           | 75,0%           | 69,9%          | 69,9%          | 69,9%          |